# 岡山市立大野小学校
岡山市立大野小学校（おかやましりつおおのしょうがっこう）は、岡山県岡山市北区大安寺にある公立小学校。
北に矢坂山、西に笹ヶ瀬川がある自然豊かな場所に位置する。

## 教育目標
思い豊かに 自ら学び 共にたくましく生きる子供の育成

## 沿革
- 1872年（明治5年） - 学制発布により、大安寺の寺院を借りて教育がはじめられた。
- 1874年（明治7年） - 大安寺に大安寺小学校が開設される。
- 1874年（明治7年） - 矢坂には紅巌小学校が開設される。
- 1887年（明治20年） - 小学校規則改革により、富田（旧 大安寺），紅巌小学校の2校は廃校解散となり、第二番学区尋常野田小学校と称す。
- 1887年（明治20年） - 野田村南端に、新校舎を落成する。
- 1894年（明治27年） - 大野尋常小学校と称する。
- 1901年（明治34年） - 尋常高等科が併設される。(4月25日より大野尋常高等小学校と称する)。
- 1940年（昭和15年） - 皇紀2600年の奉祝式を挙行する。
- 1947年（昭和22年） - 大野村立大野小学校と改称する。
- 1949年（昭和24年） - 学校給食が開始される。
- 1952年（昭和27年） - 大野村が岡山市に編入される。(岡山市立大野小学校と改称する)。
- 1973年（昭和48年） - 創立80周年記念。新校舎完成（魚見山の旧校舎から現在地に移転する）。
- 1977年（昭和52年） - 新校舎（南館）が完成する。
- 1983年（昭和58年） - 創立90周年記念の風船を飛ばす。

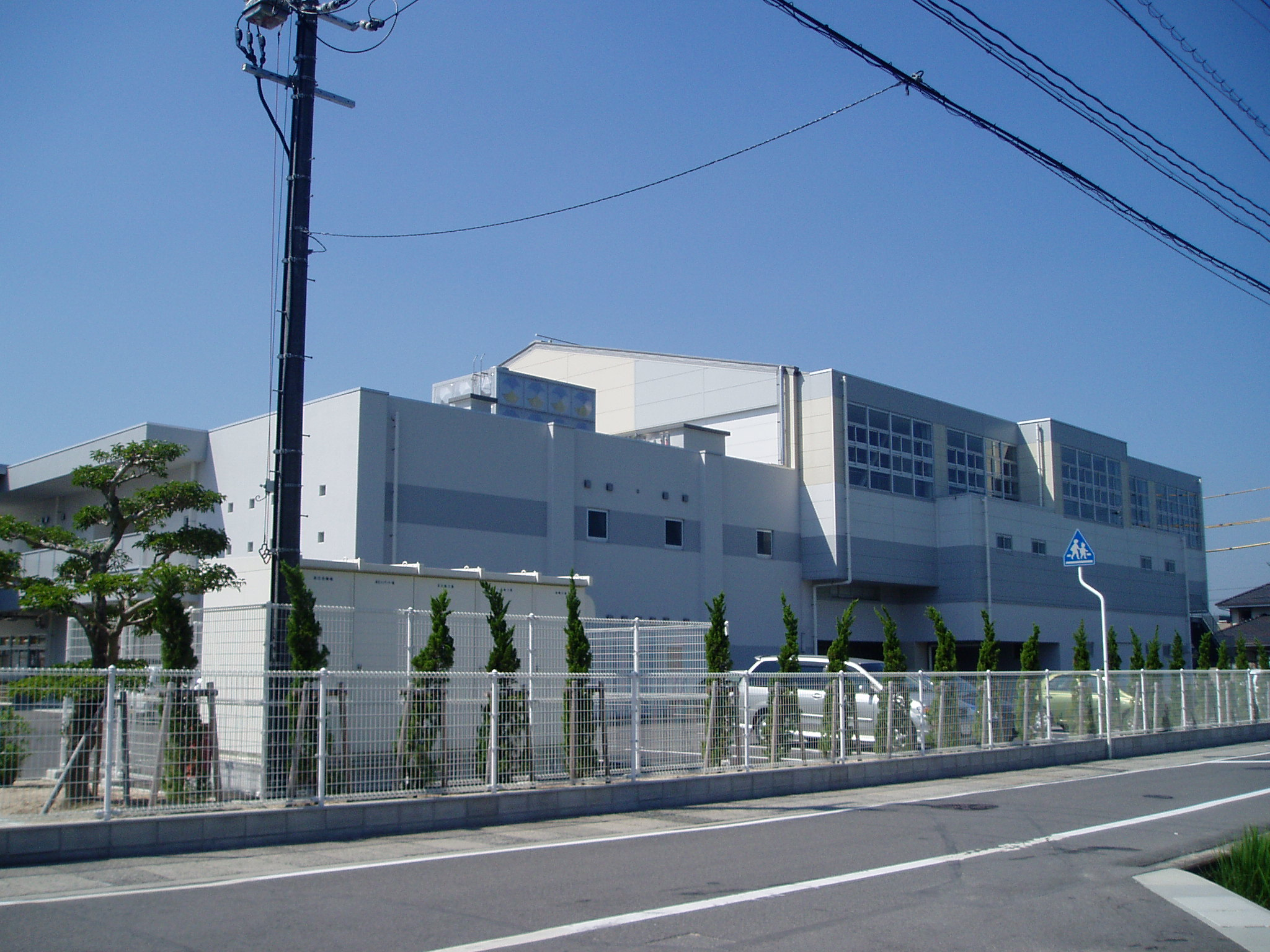
新築された体育館

## 訓導長・歴代校長

### 訓導長
- 初代（明治26年） 井上利三郎
- 2代（明治27年 - 明治28年） 森谷伝三郎

### 校長
- 初代（明治28年 - 明治31年） 武野多惣治
- 2代（明治31年 - 明治34年） 渡辺伸次郎
- 3代（明治34年） 虫明松次郎
- 4代（明治34年 - 明治37年） 竹並寅三郎

（中略）
- 8代（大正8年 - 大正10年） 渡辺一炳
- 9代（大正10年 - 大正15年） 片山甚太郎
- 10代（大正15年 - 昭和4年） 鶴見巡平

## 著名な出身者

### 財界
- 土光敏夫（エンジニア、実業家

### マスコミ
- 中島有香（テレビせとうちアナウンサー）

## 主な進学先
- 岡山市立石井中学校

## 最寄駅
- JR桃太郎線（吉備線）: 大安寺駅
- JR山陽本線: 北長瀬駅

## 通学区域が隣接している学校
- 岡山市立三門小学校
- 岡山市立伊島小学校
- 岡山市立平津小学校
- 岡山市立中山小学校
- 岡山市立陵南小学校
- 岡山市立西小学校
- 岡山市立大元小学校